# Meroncidius ensifer
Meroncidius ensifer är en insektsart som beskrevs av Max Beier 1960. Meroncidius ensifer ingår i släktet Meroncidius och familjen vårtbitare. Inga underarter finns listade i Catalogue of Life.